# Contea di Sancheong
La contea di Sancheong (Sancheong-gun; 산청군; 山淸郡) è una delle suddivisioni della provincia sudcoreana del Sud Gyeongsang.